# Benqué-Molère
Benqué-Molère es una comuna nueva francesa situada en el departamento de Altos Pirineos, de la región de Occitania.

## Historia
Fue creada el 1 de enero de 2017, en aplicación de una resolución del prefecto de Altos Pirineos de 21 de julio de 2016 con la unión de las comunas de Benqué y Molère, pasando a estar el ayuntamiento en la antigua comuna de Benqué.

## Demografía
| Gráfica de evolución demográfica de Benqué-Molère entre 1800 y 2013 |
|                                                                     |

Los datos entre 1800 y 2013 son el resultado de sumar los parciales de las dos comunas que forman la nueva comuna de Benqué-Molère, cuyos datos se han cogido de 1800 a 1999, para las comunas de Benqué y Molère de la página francesa EHESS/Cassini. Los demás datos se han cogido de la página del INSEE.

## Composición
| Comuna delegada | Código INSEE | Población (2013) | Superficie (km²) | Densidad (hab./km²) |
| --------------- | ------------ | ---------------- | ---------------- | ------------------- |
| Benqué          | 65081        | 84               | 2.05             | 41                  |
| Molère          | 65312        | 37               | 1.74             | 21                  |